# Nymphoides hydrophylla
Nymphoides hydrophylla är en vattenklöverväxtart som först beskrevs av Loureiro, och fick sitt nu gällande namn av Carl Ernst Otto Kuntze. Nymphoides hydrophylla ingår i släktet sjögullssläktet, och familjen vattenklöverväxter. Inga underarter finns listade i Catalogue of Life.

## Bildgalleri

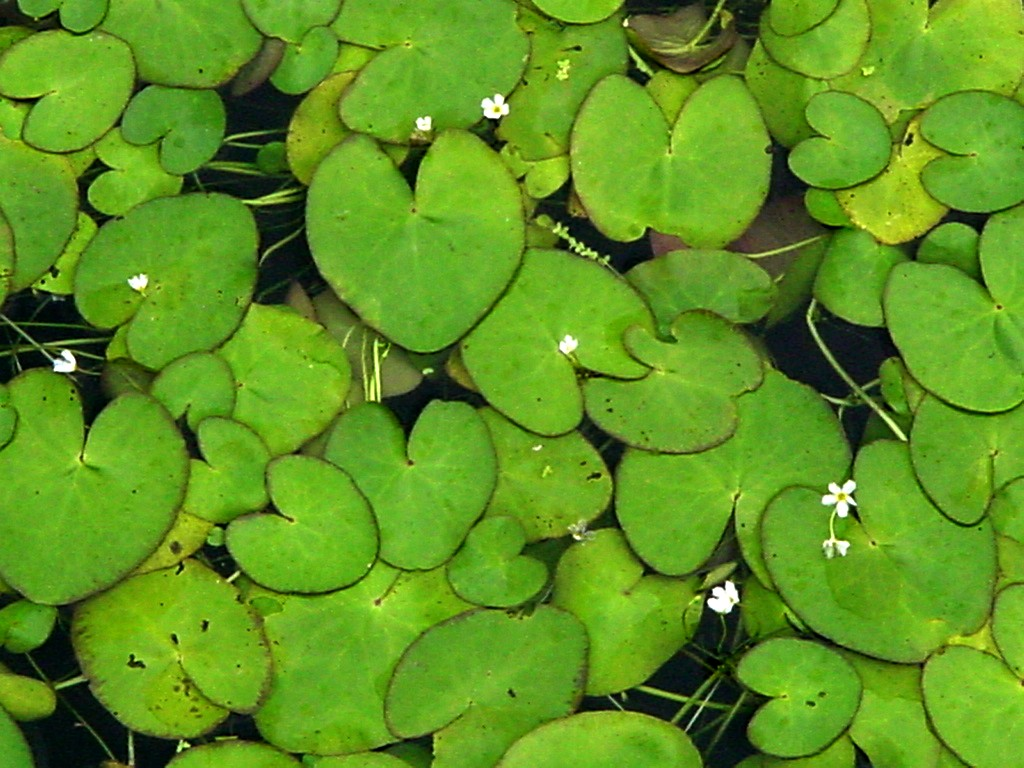